# Epidermisz

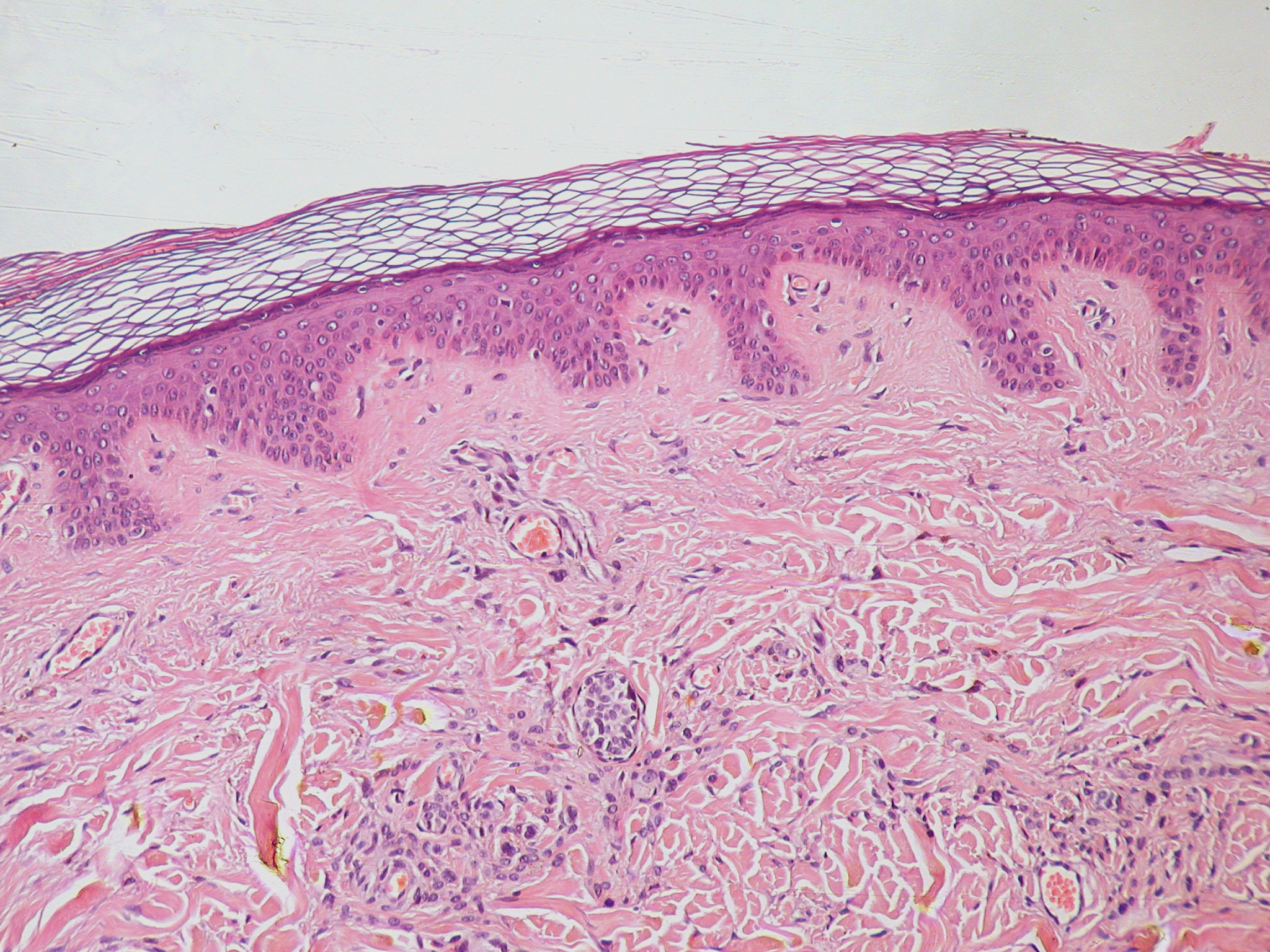
Az emberi bőr epidermisze (sötétrózsaszín) és dermisze (világos rózsaszín)

Az epidermisz vagy felhám (a görög epi-felső és derma-bőr szavakból) a bőr két rétege közül a felső, amely a környezettel érintkezik (az alsó a dermisz). Feladata, hogy megóvja a szervezetet a kórokozóktól, fizikai és kémiai veszélyektől és megakadályozza a kiszáradást.
Az epidermisz maga is több rétegből áll és külső felületén teljesen elszarusodott, élettelen sejtek látják el a környezettől való elszigetelő funkciót. Ezek a sejtek állandóan lekopnak, az utánpótlást az epidermisz legalsó sejtrétege, a folyamatosan osztódó őssejtekből álló bazális réteg (stratum basale) biztosítja. 

## Szerkezete
Az epidermiszt többrétegű, elszarusodó laphám képezi. Érhálózata nincsen, tápanyagszükségletét teljes mértékben, oxigénigényét részben az alatt fekvő dermiszből (irhából) szerzi be. Az oxigénfogyasztás másik hányadát a környező levegőből fedezi. 95%-ban a differenciálódás különböző fázisaiban lévő keratinocitákból áll; emellett melanocitákat, Langerhans-sejteket és Merkel-sejteket tartalmaz. Alsó rétege erősen meggyűrt és ujjszerű kitüremkedések találhatók rajta, hogy nagyobb felületen tapadjon az alatta lévő dermiszhez és jobban ellenálljon a külső mechanikus hatásoknak.
Az epidermisz sejtjei szorosan egymáshoz simulnak, hogy megakadályozzák a kórokozók és nagyobb molekulák közöttük való áthaladását. A sejteket ún. tapadó sejtkapcsolat tartja egymás mellett, amelyet transzmembrán kadherin fehérjék alkotnak. A kadherinek a sejten belül a sejtmembránnal párhuzamosan futó aktinszálakhoz kapcsolódnak.

### Az epidermisz rétegei

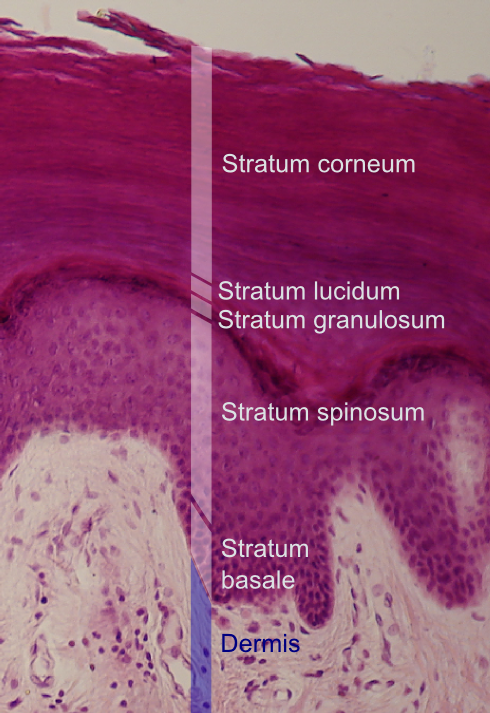

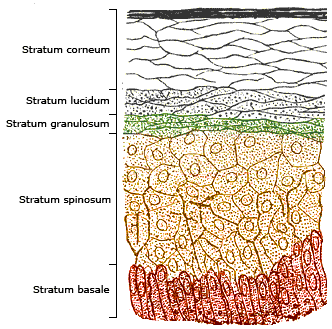
Az epidermisz rétegei

Az epidermiszben 4 (vagy 5) szövettani réteget lehet elkülöníteni. Bentről kifelé ezek a következők:
- a stratum basale vagy stratum germinativum ("bazális réteg") egyetlen őssejtsorból áll, amely belső oldalán hemidezmoszómák segítségével az epidermiszt és dermiszt elválasztó bazális membránhoz (lamina basalis) tapad. Közöttük elszórtan melanociták és nyomásérzékelő Merkel-sejtek (különösen az ujjbegyeken és az ajkakon) találhatóak.
- stratum spinosum ("tüskés réteg") néhány sejtsorból áll onnan kapta a nevét, hogy sejtjein tüskeszerű nyúlványok látszanak, amelyek a szomszédos sejtek nyúlványaihoz kapcsolódnak dezmoszómák segítségével. Felső, idősebb rétegeiben a sejtek kezdenek ellaposodni. Ebben a rétegben elkezdődik a sejtekben a keratohialinszemcsék termelése, valamint a Golgi-készülékben lipidekből, glikoszfingolipidekből, szterolokból, foszfolipidekból, enzimekből összetevődő lapos lamelláris testek képződnek.[7] A réteg közepén helyezkednek el az immunrendszerhez tartozó Langerhans-sejtek.
- a stratum granulosum ("szemcsés réteg") egy-három sort képező keratinocitái elvesztik sejtmagjukat, citoplazmájukban nagy mennyiségű keratohialin szemcse látszik. A szemcsék filaggrint is tartalmaznak, ami összekacsolja a keratinszálakat. A lipidekből álló lamelláris testeket a sejtek kilökik a sejtközti térbe, ahol azok vízzáró réteget formálnak. A stratum granulosum bazofil festékkel jól festődő réteg és szövettani metszeten élesen elkülöníthető.
- a stratum lucidum ("átlátszó réteg") csak a tenyér és a talp vastagon elszarusodott bőrében különíthető el, 3-5 halott keratinocita-sorból áll.

- a stratum corneum ("szaruréteg") 10-30 sornyi (legvastagabb a tenyéren és talpon), lapos, kiszáradt, keratinszálakkal kitöltött keratinocitából áll. Mélyebb rétegeiben a sejteket kívülről lipidréteg fedi, amely megakadályozza közöttük a víz áthatolását. Felszíne folyamatosan kopik. Az állandó dörzsölésnek kitett helyeken a szaruréteg megvastagszik és bőrkeményedéseket hoz létre.

A stratum basalét és stratum spinosumot együttesen Malpighi-rétegnek (stratum malpighi) is nevezik.

## Működése
A folyamatos kopás ellenében az epidermisz vastagságát a stratum basale állandó sejtosztódása tartja fenn. Az újonnan létrejövő sejtrétegeket az alattuk képződőd sejtek fokozatosan kifelé nyomják és eközben differenciálódnak, míg el nem vesztik előbb sejtmagvukat, majd minden organellumukat, keratinnal töltődnek fel és lapos, pikkelyes védőréteggé nem válnak, majd lehullanak a felszínről. Egészséges bőr esetén a keratinociták létrejöttének üteme megegyezik kopás mértékével. A sejteknek kb. két hétbe telik míg a bazális rétegből a stratum granulosum tetejére jutnak; és további négy hétbe, míg átszelik a stratum corneumot A teljes epidermisz lecserélődéséhez nagyjából 48 napra van szükség.
A keratinociták differenciálódását a kalciumionok koncentrációja szabályozza, ami a stratum basale környékén a legkisebb és fokozatosan növekszik a stratum granulosumig. A kiszáradó külső szarurétegben a szabad kalciumionok koncentrációja igen alacsony.
Az epidermisz az embrió ektodermájából származik, szemben a dermisszel, amely a mezoderma származéka. Kialakulása nagyjából a neuruláció, a központi idegrendszer megjelenése utánra tehető.
A keratinociták létrejöttét több növekedési aktor szabályozza, többek között a:
- transzformáló növekedési faktor alfa (TGFα), amivel a bazális sejtek autokrin módon stimulálják saját osztódásukat
- keratinocita növekedési faktor (KGF vagy FGF7), amelyet a dermisz fibroblasztjai választanak el és megindítják a bazális sejtek osztódását.

## Feladatai
Az epidermisz elsődleges feladata, hogy védőréteget képezzen a környezet bakteriális és virális kórokozóival, az ultraibolya fénnyel, a különböző vegyi anyagokkal és a mechanikai kopással szemben, amelyek károsíthatnák a szervezet szöveteit. Ezeket a funkciókat elsődlegesen a stratum corneum látja el.
Mechanikai erejét a keratinociták egymáshoz való szoros tapadásának és a kapcsolófehérjék citoszkeletonhoz való erősítésének köszönheti. A kémiai és antimikrobiális barriert a lipidek, savak, bontóenzimek jelenléte biztosítja. Ezenkívül a száraz szarurétegek kedvezőtlen körülményeket teremtenek a baktériumok szaporodásához. Az epidermisz belső rétegeiben az immunrendszerhez tartozó makrofágok (a Langerhans-sejtek) várják a betolakodókat. Az epidermisz külső rétegén egy ártalmatlan baktériumokból álló mikroorganizmus-flóra akadályozza az új, esetleg patogén baktériumok megtelepedését. 
Az epidermisz feladata, hogy megakadályozza a szervezet túlzott vízvesztését; ez a stratum corneum halott sejtjei közötti, lipidekből álló vízzáró rétegnek köszönhető. A bőr hidratáltsága döntően szintén a stratum corneum víztartalmától függ.
Az ember bőrszínét az epidermisz bazális rétegében található melanociták által termelt melanin adja, amelyet átad a környező keratinocitáknak. A bőrszín a sejtekben található melanoszómák mennyiségétől, méretétől, elhelyezkedésétől függ. A melanoszómák fő feladata, hogy védjenek az ultraibolya sugárzás ellen és UV-hatásra mennyiségük megnő.

## Fordítás
- Ez a szócikk részben vagy egészben  az   Epidermis című angol Wikipédia-szócikk ezen változatának fordításán alapul.  Az eredeti cikk szerkesztőit annak laptörténete sorolja fel. Ez a jelzés csupán a megfogalmazás eredetét és a szerzői jogokat jelzi, nem szolgál a cikkben szereplő információk forrásmegjelöléseként.